# 廣業館
広業館（廣業館）（こうぎょうかん）は、江戸時代、日向延岡藩の藩校の名称。

## 沿革
明和5年（1768年）、日向内藤家延岡藩の第2代藩主内藤政陽が、延岡市本小路「川手口」(現社会教育センター)に設立した学問所（学寮）と武芸所（武寮）を前身とする。学寮では、朱子学の山本与兵衛を監督、白瀬道順を講師、佐久間左膳を儒学執行に命じた。
全国的に見ても比較的早い時期（全国280藩中50番目位）、日向諸藩では最初の藩校開設である。（高鍋藩の明倫堂と都城の稽古館は1778年(安永7年)、佐土原藩の学習館は1825年(文政8年)、飫肥藩の振徳堂は1831年(天保2年)の成立。）
延岡藩の学寮は、第7代内藤政義の1839年(天保10年)には、御用所南側の空き地に新築移転され、算術科を設置して長尾与一を算術取扱とした。
1849年(嘉永2年)にはもとの場所に新築移転して西洋砲術科と習字科の２科を設置し、江戸で西洋砲術を学んだ吉羽計馬を西洋砲術取扱に任命した。
嘉永3年(1850年)、第7代藩主内藤政義は学寮を「廣業館」と改称した。
明治維新直前の生徒数は300名で、284名が通学、寄宿生16名のうち藩費生は3名で、13名は自費であった。廣業館が寄宿生を置くようになったのは、第8代内藤政挙の1863年(文久3年)からである。
廣業館の位置はたびたび移転しているが、何回かの変転を経て、1872年(明治5年)5月には旧御用所跡(現延岡市立岡富中学校グラウンド)に移った後、同年10月の学制布告によって11月に廃校となった。
1872年(明治5年)10月、学制布告によって藩校廣業館は104年の歴史を終えたが、教育熱心な延岡の人々の熱意は強く、翌1873年(明治6年)、原時行らの尽力によって廣業館の跡地に私立中学校として「延岡社学」が創立された。
延岡社学は1875年(明治8年)に「亮天社」と改称され、1903年(明治36年)に県立延岡中学校（現延岡高等学校）が創立されるまでの30年間、県内唯一の私立中学校として多くの人材を輩出した。また、1889年(明治22年)に宮崎県立尋常中学校（現宮崎大宮高等学校）が設置されるまでの16年間は、宮崎県内唯一の中学校であった。